# Bloody Kisses
Bloody Kisses —en español: Besos sangrientos— es el tercer álbum de la banda estadounidense de metal gótico Type O Negative, lanzado en 1993 por Roadrunner. Incluye un cover de «Summer Breeze», original de Seals and Crofts. El álbum mantiene las composiciones largas y repetitivas de trabajos anteriores, aunque con el agregado de sintetizadores atmosféricos y cierta apertura hacia las melodías pop. Es el disco que le otorgó popularidad y afianzó la carrera de la banda. Este es el último disco con el batería Sal Abruscato.
La banda estuvo de gira durante los siguientes dos años al lanzamiento de Bloody Kisses, acompañando a figuras como Mötley Crüe, The Exploited, Queensrÿche o Danzig. El éxito de temas como «Black No. 1» y «Christian Woman», así como la aparición del cantante Steele desnudo y con el pene erecto en el número de agosto de 1995 de la revista Playgirl, ayudaron a que el álbum alcanzara el disco de oro. Posteriormente, en diciembre de 2000 fue certificado como disco de platino por la Recording Industry Association of America.

## Lista de canciones
1. «Machine Screw» – 0:40
2. «Christian Woman» – 8:55
3. «Black No.1 (Little Miss Scare-All)» – 11:11
4. «Fay Wray Come Out and Play» – 1:04
5. «Kill All the White People» – 3:23
6. «Summer Breeze» – 4:47
7. «Set Me on Fire» – 3:29
8. «Dark Side of the Womb» – 0:26
9. «We Hate Everyone» – 6:50
10. «Bloody Kisses (A Death in the Family)» – 10:52
11. «3.O.I.F.» – 2:06
12. «Too Late: Frozen» – 7:49
13. «Blood & Fire» – 5:30
14. «Can't Lose You» – 6:05

## Integración de la banda para este álbum
- Peter Steele: voz, bajo
- Josh Silver: teclados, sintetizadores, programación
- Kenny Hickey: guitarras, coros
- Sal Abruscato: batería